# Giera
Giera es una comuna ubicada en el distrito de Timiș, Rumania.

## Superficie
Posee una superficie de 91,75 kilómetros cuadrados.

## Demografía
Hasta 2021 la población era de 1131 habitantes, con una densidad de población de 12,33 habitantes por kilómetro cuadrado.